# Djordje Mihailovic
Djordje Mihailovic (Jacksonville, 1998. november 10. –) amerikai válogatott labdarúgó, a Colorado Rapids középpályása.

## Pályafutása

### Klubcsapatokban
Mihailovic a floridai Jacksonville városában született. Az ifjúsági pályafutását a Chicago Blast csapatában kezdte, majd a Chicago Fire akadémiájánál folytatta.
2017-ben mutatkozott be a Chicago Fire első osztályban szereplő felnőtt csapatában. 2020-ban a Montréalhoz igazolt. 2021. április 17-én, a Toronto ellen hazai pályán 4–2-re megnyert mérkőzésen debütált, majd a 71. percben megszerezte első gólját a klub színeiben. 2022. augusztus 24-én szerződést kötött a holland első osztályban érdekelt AZ Alkmaar együttesével, amely szerződés csak a 2022-es szezon lezártával, 2023. január 1-jén lép életbe. Először a 2023. január 7-ei, Vitesse ellen 1–1-es döntetlennel zárult mérkőzésen lépett pályára. Első gólját 2023. január 25-én, a Go Ahead Eagles ellen idegenben 4–1-es győzelemmel végződő találkozón szerezte meg. 2024 januárjában visszatért Amerikába és a Colorado Rapidsnál folytatta a labdarúgást.

### A válogatottban
Mihailovic az U19-es és az U23-as korosztályú válogatottakban is képviselte Amerikát. 2024-ben tagja volt a párizsi olimpiára küldött amerikai labdarúgócsapatnak.
2019-ben debütált a felnőtt válogatottban. Először 2019. január 28-án, Panama ellen 3–0-ra megnyert barátságos mérkőzésen lépett pályára és egyben meg is szerezte első válogatott gólját.

## Statisztikák
2023. május 28. szerint
| Klub         | Szezon   | Osztály    | Bajnokság | Bajnokság | Kupa  | Kupa | Nemzetközi | Nemzetközi | Összesen | Összesen |
| Klub         | Szezon   | Osztály    | Meccs     | Gól       | Meccs | Gól  | Meccs      | Gól        | Meccs    | Gól      |
| ------------ | -------- | ---------- | --------- | --------- | ----- | ---- | ---------- | ---------- | -------- | -------- |
| Chicago Fire | 2017     | MLS        | 18        | 1         | 1     | 0    | —          | —          | 19       | 1        |
| Chicago Fire | 2018     | MLS        | 9         | 1         | 0     | 0    | —          | —          | 9        | 1        |
| Chicago Fire | 2019     | MLS        | 27        | 3         | 2     | 1    | —          | —          | 29       | 4        |
| Chicago Fire | 2020     | MLS        | 20        | 2         | 0     | 0    | —          | —          | 20       | 2        |
| Chicago Fire | Összesen | Összesen   | 74        | 7         | 3     | 1    | 0          | 0          | 77       | 8        |
| Montréal     | 2021     | MLS        | 34        | 4         | 1     | 0    | —          | —          | 35       | 4        |
| Montréal     | 2022     | MLS        | 29        | 11        | 0     | 0    | 4          | 1          | 33       | 12       |
| Montréal     | Összesen | Összesen   | 63        | 15        | 1     | 0    | 4          | 1          | 68       | 16       |
| AZ Alkmaar   | 2022–23  | Eredivisie | 15        | 1         | 1     | 0    | 4          | 0          | 20       | 1        |
| Összesen     | Összesen | Összesen   | 152       | 23        | 5     | 1    | 8          | 1          | 165      | 25       |

### A válogatottban
| Válogatott       | Év       | Pályára lépés | Gól |
| ---------------- | -------- | ------------- | --- |
| Egyesült Államok | 2019     | 5             | 1   |
| Egyesült Államok | 2020     | 1             | 0   |
| Egyesült Államok | 2023     | 5             | 2   |
| Összesen         | Összesen | 11            | 3   |

#### Góljai a válogatottban
| # | Időpont          | Helyszín                                                | Ellenfél             | Gólok | Eredmény | Kiírás                     |
| - | ---------------- | ------------------------------------------------------- | -------------------- | ----- | -------- | -------------------------- |
| 1 | 2019. január 27. | State Farm Stadion, Glendale, Amerikai Egyesült Államok | Panama               | 1–0   | 3–0      | Barátságos mérkőzés        |
| 2 | 2023. június 28. | Citypark, Saint Louis, Amerikai Egyesült Államok        | Saint Kitts és Nevis | 1–0   | 6–0      | 2023-as CONCACAF-aranykupa |
| 3 | 2023. június 28. | Citypark, Saint Louis, Amerikai Egyesült Államok        | Saint Kitts és Nevis | 6–0   | 6–0      | 2023-as CONCACAF-aranykupa |

## Sikerei, díjai
Montréal
- Kanadai Kupa
  - Győztes (1): 2021

Amerikai válogatott
- CONCACAF-aranykupa
  - Döntős (1): 2019

- CONCACAF Nemzetek ligája
  - Győztes (1): 2022–23